# 若昂·佩德罗 (2001年)
若昂·佩德罗·容凯拉·热苏斯（葡萄牙語：João Pedro Junqueira Jesus；2001年9月26日—），是一名巴西足球运动员，场上司职中锋，目前效力于英超球队車路士及巴西國家足球隊。

## 早年与个人生活
若昂·佩德罗出生在巴西圣保罗州里贝朗普雷图。他的母亲是弗拉维雅·琼克伊拉，他的父亲则是昵称“奇克”的前博塔弗戈球员若泽·若昂·德赫苏斯。他的父亲在2002年被指控谋杀，被判入狱16年，服刑8年。在奇克服刑期间，他与若昂·佩德罗的母亲分开了。

## 职业生涯
若昂·佩德罗加入了弗鲁米嫩塞的青训系统，他的母亲也与他搬去了里约热内卢居住。就像他的父亲一样，在他成长的路上，他从一名后腰转型为了一名前腰，最后转型成为了一名前锋。2018年10月19日，在他还没有完成成年队首秀的情况下，当时在英超联赛征战的沃特福德同意在2020年1月与他签下一份为期5年的合约。2019年3月28日，佩德罗在弗鲁米嫩塞1-2输给死敌弗拉门戈的里约州联赛的比赛中的伤停补时中替补上场，完成了一线队首秀。一个月之后，在4月29日，他在弗鲁米嫩塞0-1输给戈亚斯的巴甲比赛末段替补上场，完成了联赛首秀。在之后的4场比赛中，他打进了7粒进球，包括一个在南美杯比赛中上演的帽子戏法。
2019年10月30日，佩德罗获得了他的英国劳工证，他将在2020年1月与沃特福德签约。他在2020年9月26日，也就是他的19岁生日当天沃特福德1-0战胜卢顿的比赛中打进了全场的唯一一粒进球。2020年10月16日，他在沃特福德战胜德比郡的比赛中再次打进了全场的唯一一粒进球。
2023年5月5日，英超球隊白禮頓宣布與佩德罗簽約，將於7月1日正式加盟。
2025年，英超球隊車路士宣布與佩德罗簽約。

## 职业生涯数据
最後更新：2021年1月26日
| 俱乐部     | 赛季     | 联赛     | 联赛 | 联赛 | 国内杯赛 | 国内杯赛 | 联赛杯 | 联赛杯 | 洲际比赛 | 洲际比赛 | 其他 | 其他 | 总共 | 总共 |
| 俱乐部     | 赛季     | 级别     | 出场 | 进球 | 出场     | 进球     | 出场   | 进球   | 出场     | 进球     | 出场 | 进球 | 出场 | 进球 |
| ---------- | -------- | -------- | ---- | ---- | -------- | -------- | ------ | ------ | -------- | -------- | ---- | ---- | ---- | ---- |
| 弗鲁米嫩塞 | 2019     | 巴甲     | 25   | 4    | 4        | 2        | —      | —      | 4        | 3        | 4    | 1    | 37   | 10   |
| 沃特福德   | 2019–20  | 英超     | 3    | 0    | 2        | 0        | —      | —      | —        | —        | —    | —    | 5    | 0    |
| 沃特福德   | 2020–21  | 英冠     | 37   | 9    | 1        | 0        | 1      | 0      | —        | —        | —    | —    | 39   | 9    |
| 沃特福德   | 总共     | 总共     | 40   | 9    | 3        | 0        | 1      | 0      | 0        | 0        | 0    | 0    | 44   | 9    |
| 生涯总共   | 生涯总共 | 生涯总共 | 65   | 13   | 7        | 2        | 1      | 0      | 4        | 3        | 4    | 1    | 81   | 19   |

1. ↑  巴西杯中的出场
2. ↑  南美杯中的出场
3. ↑  里约热内卢州联赛（英语：Campeonato Carioca）中的出场

## 榮譽
車路士
- 世界冠軍球會盃冠軍：2025[11]